# Kurixalus motokawai
Kurixalus motokawai é uma espécie de anfíbio anuro da família Rhacophoridae. Está presente no Vietname. A UICN classificou-a como pouco preocupante.